# Votations fédérales de 2019 en Suisse
Trois votations fédérales sont organisées les 10 février et 19 mai 2019 en Suisse. Du fait de la proximité avec les élections fédérales du 20 octobre, aucun objet n'est soumis au peuple à la date initialement prévue du 24 novembre.

## Février
Le 10 février, un objet est soumis à la votation :
1. L'initiative populaire « Stopper le mitage – pour un développement durable du milieu bâti » (initiative contre le mitage). L'initiative propose de lutter contre une conséquence de l'étalement urbain, le mitage, en gelant pour une durée illimitée la surface totale des zones à bâtir au niveau en vigueur, et d’inscrire les seules exceptions possibles en la matière dans la Constitution, et non plus uniquement dans la loi. Le Conseil fédéral et le Parlement recommandent de voter contre le projet[2].

### Résultats
| Question                    | Pour    | Pour | Contre    | Contre | Blancs | Nuls  | Total     | Inscrits  | Partici- pation | Cantons pour | Cantons pour | Cantons contre | Cantons contre |
| Question                    | Votes   | %    | Votes     | %      | Blancs | Nuls  | Total     | Inscrits  | Partici- pation | Entiers      | Demi         | Entiers        | Demi           |
| --------------------------- | ------- | ---- | --------- | ------ | ------ | ----- | --------- | --------- | --------------- | ------------ | ------------ | -------------- | -------------- |
| Initiative contre le mitage | 737 270 | 36,3 | 1 291 464 | 63,7   | 23 068 | 7 116 | 2 058 938 | 5 429 641 | 37,92           | 0            | 0            | 20             | 6              |

## Mai
Le 19 mai, deux objets sont soumis à la votation à la suite de la collecte de 50 000 signatures de citoyens en cent jours contre des projets adoptés par le gouvernement ou le parlement :
1. Un référendum facultatif (loi fédérale du 28 septembre 2018) portant sur la réforme fiscale et au financement de l’assurance-vieillesse et survivants (AVS).
2. Un référendum facultatif (arrêté fédéral du 28 septembre 2018) lancé par la communauté d’intérêts du tir suisse[5], portant sur une reprise de la directive européenne modifiant celle existante sur les armes.

### Résultats
| Question                | Pour      | Pour  | Contre  | Contre | Blancs | Nuls  | Total     | Inscrits  | Partici- pation |
| Question                | Votes     | %     | Votes   | %      | Blancs | Nuls  | Total     | Inscrits  | Partici- pation |
| ----------------------- | --------- | ----- | ------- | ------ | ------ | ----- | --------- | --------- | --------------- |
| Réforme fiscale et AVS  | 1 541 147 | 66,38 | 780 457 | 33,62  | 49 337 | 8 477 | 2 379 418 | 5 439 853 | 43,74           |
| Directive sur les armes | 1 501 880 | 63,74 | 854 274 | 36,26  | 23 110 | 7 687 | 2 386 951 | 5 439 853 | 43,88           |